# 文亭街道
文亭街道，是中华人民共和国山東省菏泽市成武县下辖的一个乡镇级行政单位。

## 行政区划
文亭街道下辖以下地区：
南堤社区、街道社区、徐小楼社区、贾河社区、南隅社区、田庄村、烟庄村、李洼村、周店村、张陈庄村、王李楼村、小黄楼村、南张庄村、孟窑村、翟楼村、爬堤村、后陈庄村、前堤村、丁张庄村、西洼村、孙庄村、小桥村、胡庄村和宋庄村。